# Верелст, Герман

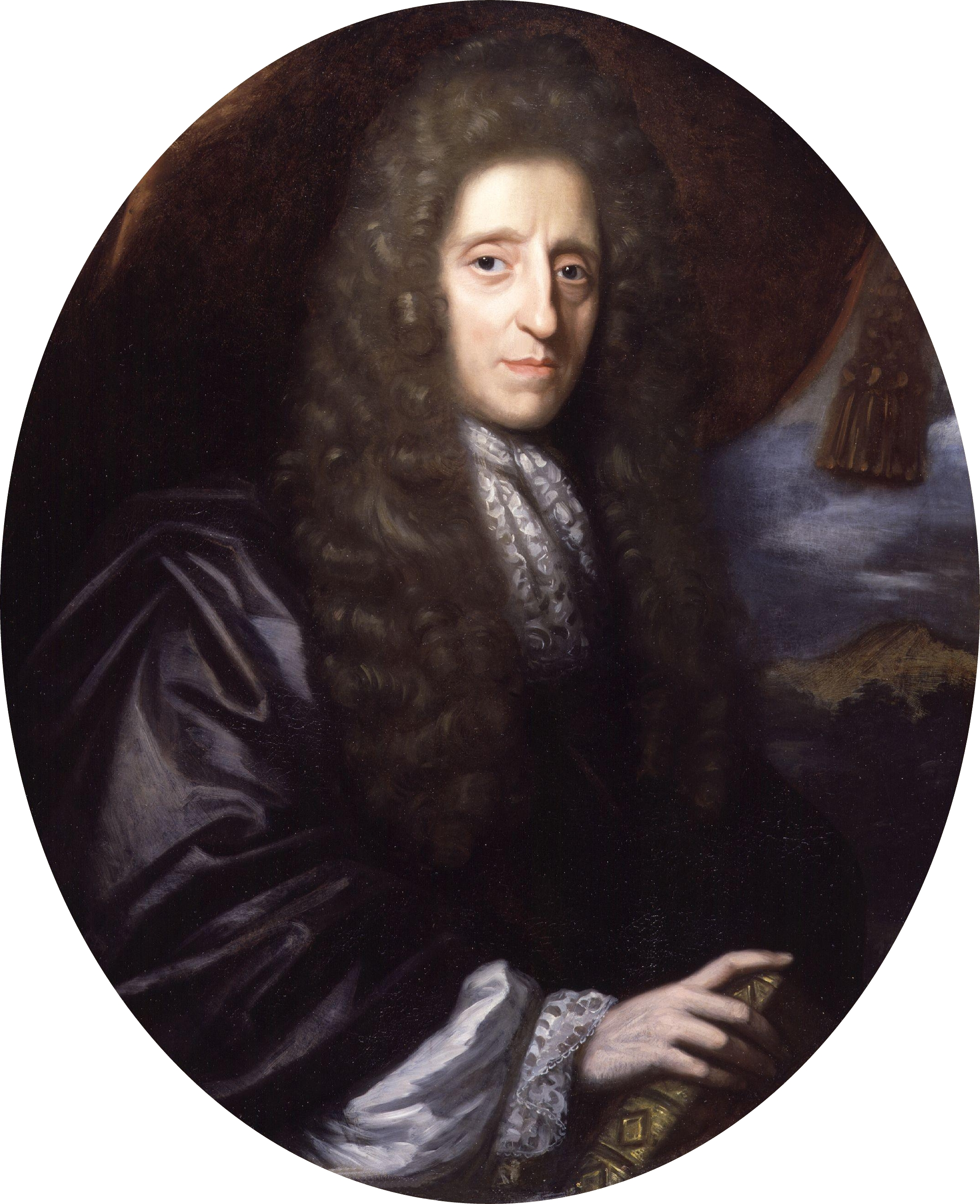
Портрет Джона Локка кисти Германа Верелста

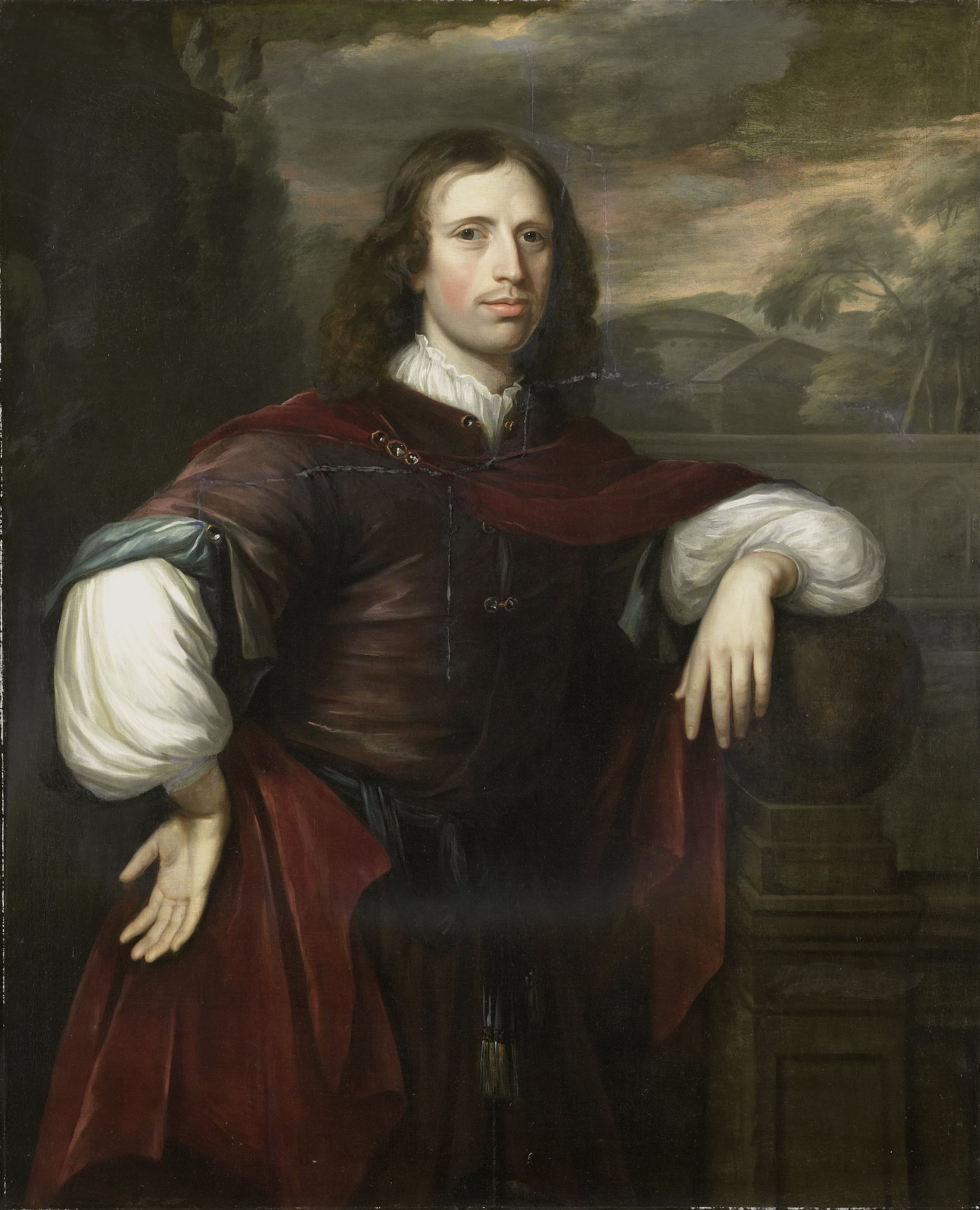
Портрет мужчины

Герман Верелст (нидерл. Herman Verelst; 1641, Дордрехт — 1702, Лондон) — нидерландский живописец Золотого века Голландии.

## Биография
Сын художника  Питера Верелста, положившего начало целой династии голландских художников. Отец художников Корнелиса Верелста и Марии Верелст.
Как и его старшие братья Симон и Йоган, первые уроки живописи получил у отца. Был членом Гаагской гильдии Святого Луки. С 1663 года входил в состав основанного его отцом гаагского общества «Confrerie Pictura», созданного недовольными художниками в противовес Гильдии Святого Луки.
Получил широкую известность, благодаря своим портретам, натюрмортам и картинам на религиозные темы.
До переезда в 1683 году в Лондон, работал в Амстердаме, затем совершил путешествие по Европе, побывал в Любляне (1678), Италии (1680) и Вене.